# Kõo
Kõo est un village de la commune de Põhja-Sakala, situé dans le comté de Viljandi en Estonie.

## Géographie
Le village s'étend sur 4,85 km2 à l'extrémité nord du comté de Viljandi, à 38 km de Viljandi et à 140 km au sud de Tallinn.

## Histoire
Le village s'est formé autour du domaine seigneurial de Wolmarshof et de son manoir. À l'époque de l'Empire russe, il appartenait à la paroisse de Pillistfer, dans le gouvernement de Livonie.
Il constituait le chef-lieu de la commune de Kõo avant la réorganisation administrative d'octobre 2017, quand celle-ci a été supprimée et réunie à la nouvelle commune de Põhja-Sakala.

## Démographie
La population, en constante diminution depuis les années 1990, s'élevait à 326 habitants en 2000 et à 262 habitants en 2020.

## Sites et monuments
Le manoir de Kõo (Kõo mõis), appelé autrefois Wolmarshof, a été construit à l'origine vers 1670 par Wolmar von Wrangells. En 1774, il est en grande partie refait en style baroque. Laissé longtemps à l'abandon, une partie a été reconstruite et est devenu le siège de la municipalité. Il est inscrit au registre des biens culturels d'Estonie.